# Tamás Szekeres (piłkarz)
Tamás Szekeres (ur. 18 września 1972 w Budapeszcie) – węgierski piłkarz występujący na pozycji obrońcy, reprezentant kraju.

## Życiorys
W 1986 roku został juniorem Ferencvárosu. W 1990 roku był członkiem juniorskiej drużyny norweskiego Vågakameratene IL. Następnie powrócił do Ferencvárosu i został włączony do seniorów zespołu. W NB I zadebiutował 4 maja 1991 roku w zremisowanym 0:0 spotkaniu z Váci Izzó MTE. W okresie gry dla Ferencvárosu zdobył dwukrotnie (1992, 1995) mistrzostwo i czterokrotnie (1991, 1993, 1994, 1995) puchar kraju. Ponadto w 1994 roku zadebiutował w reprezentacji, co miało miejsce 6 kwietnia w przegranym 0:1 towarzyskim meczu ze Słowenią.
W 1995 roku został piłkarzem lokalnego rywala Ferencvárosu – MTK, czym wywołał złość kibiców dawnego pracodawcy. Sam piłkarz tę decyzję motywował względami finansowymi. W barwach MTK dwa razy zdobył mistrzostwo (1997, 1999) oraz puchar kraju (1997, 1998). Podczas rundy wiosennej sezonu 1998/1999 był zawodnikiem Újpest FC, po czym przeszedł do KAA Gent. Jego debiut w Eerste klasse przypadł na wygrany 6 sierpnia 5:1 mecz z KFC Verbroedering Geel. Ogółem w Gent rozegrał 22 ligowe mecze. W lipcu 2000 roku został piłkarzem Energie Cottbus. Nie rozegrawszy jednak żadnego spotkania dla pierwszej drużyny, w grudniu opuścił klub. W 2001 roku był zawodnikiem Strømsgodset IF. Z klubem tym spadł z Tippeligaen. W 2002 roku powrócił na Węgry, podpisując kontrakt z Debreceni VSC. W DVSC grał do 2004 roku, występując łącznie w 63 ligowych meczach. W sezonie 2004/2005 występował w MaTáV Sopron, po czym ponownie wyjechał do Norwegii, gdzie był zawodnikiem Tromsø IL i Fredrikstad FK. Wskutek rozczarowujących występów dla Fredrikstad, na początku 2007 roku zaordynowano mu treningi wspólnie z juniorami. Z tego powodu Szekeres podjął rozmowy kontraktowe z FK Sparta Sarpsborg. Nie potrafiąc dojść do porozumienia, po wygaśnięciu kontraktu z Fredrikstad FK latem 2007 wrócił na Węgry.
Po zakończeniu kariery został zatrudniony przez Magyar Labdarúgó Szövetség i w latach 2007–2010 pełnił funkcję dyrektora technicznego reprezentacji Węgier.

## Statystyki ligowe
| Sezon         | Klub            | Liga          | Mecze | Gole |
| ------------- | --------------- | ------------- | ----- | ---- |
| 1990/1991 (w) | Ferencvárosi TC | NB I          | 2     | 0    |
| 1991/1992     | Ferencvárosi TC | NB I          | 8     | 0    |
| 1992/1993     | Ferencvárosi TC | NB I          | 23    | 0    |
| 1993/1994     | Ferencvárosi TC | NB I          | 22    | 2    |
| 1994/1995     | Ferencvárosi TC | NB I          | 27    | 2    |
| 1995/1996     | MTK FC          | NB I          | 20    | 2    |
| 1996/1997     | MTK FC          | NB I          | 30    | 3    |
| 1997/1998     | MTK-Hungária FC | NB I          | 21    | 0    |
| 1998/1999 (j) | MTK-Hungária FC | NB I          | 15    | 3    |
| 1998/1999 (w) | Újpest FC       | NB I          | 15    | 3    |
| 1999/2000     | KAA Gent        | Eerste klasse | 22    | 2    |
| 2000/2001 (j) | Energie Cottbus | Bundesliga    | 0     | 0    |
| 2001          | Strømsgodset IF | Tippeligaen   | 5     | 0    |
| 2001/2002 (w) | Debreceni VSC   | NB I          | 16    | 3    |
| 2002/2003     | Debreceni VSC   | NB I          | 26    | 3    |
| 2003/2004     | Debreceni VSC   | NB I          | 21    | 2    |
| 2004/2005     | MaTáV Sopron    | NB I          | 21    | 2    |
| 2005 (j)      | Tromsø IL       | Tippeligaen   | 11    | 1    |
| 2006 (w)      | Tromsø IL       | Tippeligaen   | 9     | 0    |
| 2006 (j)      | Fredrikstad FK  | Tippeligaen   | 11    | 0    |
| 2007 (w)      | Fredrikstad FK  | Tippeligaen   | 0     | 0    |